# NHL (1958/1959)
Sezon NHL 1958-1959 był 42. sezonem ligi NHL. Sześć zespołów rozegrało po 70 meczów w sezonie zasadniczym. Puchar Stanleya zdobyła drużyna Montreal Canadiens.

## Sezon zasadniczy
M = Mecze, W = Wygrane, P = Przegrane, R = Remisy, PKT = Punkty, GZ = Gole Zdobyte, GS = Gole Stracone, KwM = Kary w minutach
| Drużyna             | M  | W  | P  | R  | PKT | GZ  | GS  | KwM |
| ------------------- | -- | -- | -- | -- | --- | --- | --- | --- |
| Montreal Canadiens  | 70 | 39 | 18 | 13 | 91  | 258 | 158 | 760 |
| Boston Bruins       | 70 | 32 | 29 | 9  | 73  | 205 | 215 | 838 |
| Chicago Black Hawks | 70 | 28 | 29 | 13 | 69  | 197 | 208 | 921 |
| Toronto Maple Leafs | 70 | 27 | 32 | 11 | 65  | 189 | 201 | 846 |
| New York Rangers    | 70 | 26 | 32 | 12 | 64  | 201 | 217 | 860 |
| Detroit Red Wings   | 70 | 25 | 37 | 8  | 58  | 167 | 218 | 613 |

### Najlespi strzelcy
| Zawodnik        | Drużyna             | Mecze | Bramki | Asysty | Punkty | Minuty karne |
| --------------- | ------------------- | ----- | ------ | ------ | ------ | ------------ |
| Dickie Moore    | Montreal Canadiens  | 70    | 41     | 55     | 96     | 61           |
| Jean Béliveau   | Montreal Canadiens  | 64    | 45     | 46     | 91     | 67           |
| Andy Bathgate   | New York Rangers    | 70    | 40     | 48     | 88     | 48           |
| Gordie Howe     | Detroit Red Wings   | 70    | 32     | 46     | 78     | 57           |
| Ed Litzenberger | Chicago Black Hawks | 70    | 33     | 44     | 77     | 37           |

## Playoffs

### Półfinały
| Montreal Canadiens – Chicago Blackhawks                    | Montreal Canadiens – Chicago Blackhawks | Montreal Canadiens – Chicago Blackhawks | Montreal Canadiens – Chicago Blackhawks | Montreal Canadiens – Chicago Blackhawks | Montreal Canadiens – Chicago Blackhawks |
| Data                                                       | Wyjazd                                  | Wyjazd                                  | Dom                                     | Dom                                     |                                         |
| ---------------------------------------------------------- | --------------------------------------- | --------------------------------------- | --------------------------------------- | --------------------------------------- | --------------------------------------- |
| 24 marca                                                   | Chicago                                 | 2                                       | 4                                       | Montreal                                |                                         |
| 26 marca                                                   | Chicago                                 | 1                                       | 5                                       | Montreal                                |                                         |
| 28 marca                                                   | Montreal                                | 2                                       | 4                                       | Chicago                                 |                                         |
| 31 marca                                                   | Montreal                                | 1                                       | 3                                       | Chicago                                 |                                         |
| 2 kwietnia                                                 | Chicago                                 | 2                                       | 4                                       | Montreal                                |                                         |
| 4 kwietnia                                                 | Montreal                                | 5                                       | 4                                       | Chicago                                 |                                         |
| Montreal wygrał 4:2 i awansował do finału Pucharu Stanleya |                                         |                                         |                                         |                                         |                                         |

| Boston Bruins – Toronto Maple Leafs                         | Boston Bruins – Toronto Maple Leafs | Boston Bruins – Toronto Maple Leafs | Boston Bruins – Toronto Maple Leafs | Boston Bruins – Toronto Maple Leafs | Boston Bruins – Toronto Maple Leafs | Boston Bruins – Toronto Maple Leafs |
| Data                                                        | Wyjazd                              | Wyjazd                              | Dom                                 | Dom                                 |                                     |                                     |
| ----------------------------------------------------------- | ----------------------------------- | ----------------------------------- | ----------------------------------- | ----------------------------------- | ----------------------------------- | ----------------------------------- |
| 24 marca                                                    | Toronto                             | 1                                   | 5                                   | Boston                              |                                     |                                     |
| 26 marca                                                    | Toronto                             | 2                                   | 4                                   | Boston                              |                                     |                                     |
| 28 marca                                                    | Boston                              | 2                                   | 3                                   | Toronto                             | Po dogrywce                         |                                     |
| 31 marca                                                    | Boston                              | 2                                   | 3                                   | Toronto                             | Po dogrywce                         |                                     |
| 2 kwietnia                                                  | Toronto                             | 4                                   | 1                                   | Boston                              |                                     |                                     |
| 4 kwietnia                                                  | Boston                              | 5                                   | 4                                   | Toronto                             |                                     |                                     |
| 7 kwietnia                                                  | Toronto                             | 3                                   | 2                                   | Boston                              |                                     |                                     |
| Toronto wygrało 4:3 i awansowało do finału Pucharu Stanleya |                                     |                                     |                                     |                                     |                                     |                                     |

### Finał Pucharu Stanleya
| Detroit Red Wings – Toronto Maple Leafs      | Detroit Red Wings – Toronto Maple Leafs | Detroit Red Wings – Toronto Maple Leafs | Detroit Red Wings – Toronto Maple Leafs | Detroit Red Wings – Toronto Maple Leafs | Detroit Red Wings – Toronto Maple Leafs | Detroit Red Wings – Toronto Maple Leafs |
| Data                                         | Wyjazd                                  | Wyjazd                                  | Dom                                     | Dom                                     |                                         |                                         |
| -------------------------------------------- | --------------------------------------- | --------------------------------------- | --------------------------------------- | --------------------------------------- | --------------------------------------- | --------------------------------------- |
| 9 kwietnia                                   | Toronto                                 | 3                                       | 5                                       | Montreal                                |                                         |                                         |
| 11 kwietnia                                  | Toronto                                 | 1                                       | 3                                       | Montreal                                |                                         |                                         |
| 14 kwietnia                                  | Montreal                                | 2                                       | 3                                       | Toronto                                 | Po dogrywce                             |                                         |
| 16 kwietnia                                  | Montreal                                | 3                                       | 2                                       | Toronto                                 |                                         |                                         |
| 18 kwietnia                                  | Toronto                                 | 3                                       | 5                                       | Montreal                                |                                         |                                         |
| Montreal wygrał 4:1 i zdobył Puchar Stanleya |                                         |                                         |                                         |                                         |                                         |                                         |

## Nagrody
| Art Ross Trophy:              | Dickie Moore, Montreal Canadiens    |
| Calder Memorial Trophy:       | Ralph Backstrom, Montreal Canadiens |
| Hart Memorial Trophy:         | Andy Bathgate, New York Rangers     |
| Lady Byng Memorial Trophy:    | Alex Delvecchio, Detroit Red Wings  |
| Vezina Trophy:                | Jacques Plante, Montreal Canadiens  |
| James Norris Memorial Trophy: | Tom Johnson, Montreal Canadiens     |